# Mu (kana)

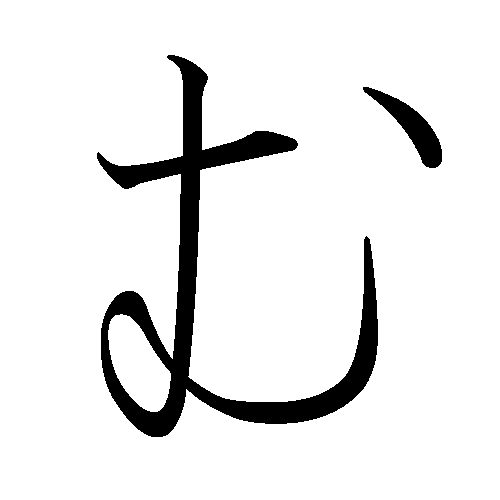
Mu w hiraganie

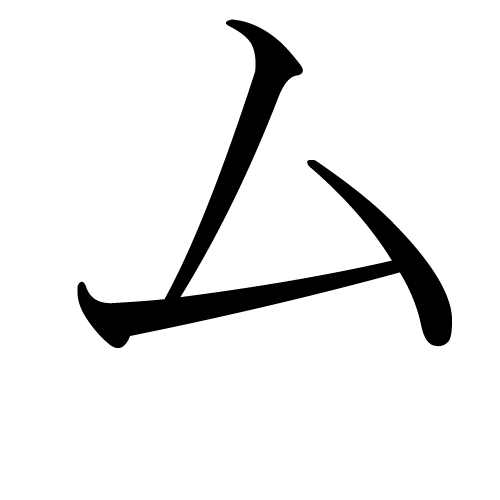
Mu w katakanie

Mu – trzydziesty trzeci znak japońskich sylabariuszy hiragana (む) i katakana (ム). Reprezentuje on sylabę mu. Pochodzi bezpośrednio od znaków kanji 武 (wersja z hiragany) i 牟 (wersja z katakany).
W zapisie języka Ajnów stosuje się pomniejszony znak katakany sylaby Mu (ㇺ), który oznacza dźwięk m bez samogłoski. Od znaku mu wywodzi się znak n (ん/ン), gdyż dźwięk, jaki aktualnie reprezentuje n był swego czasu zapisywany znakiem mu.